# Шахта Глюкауф

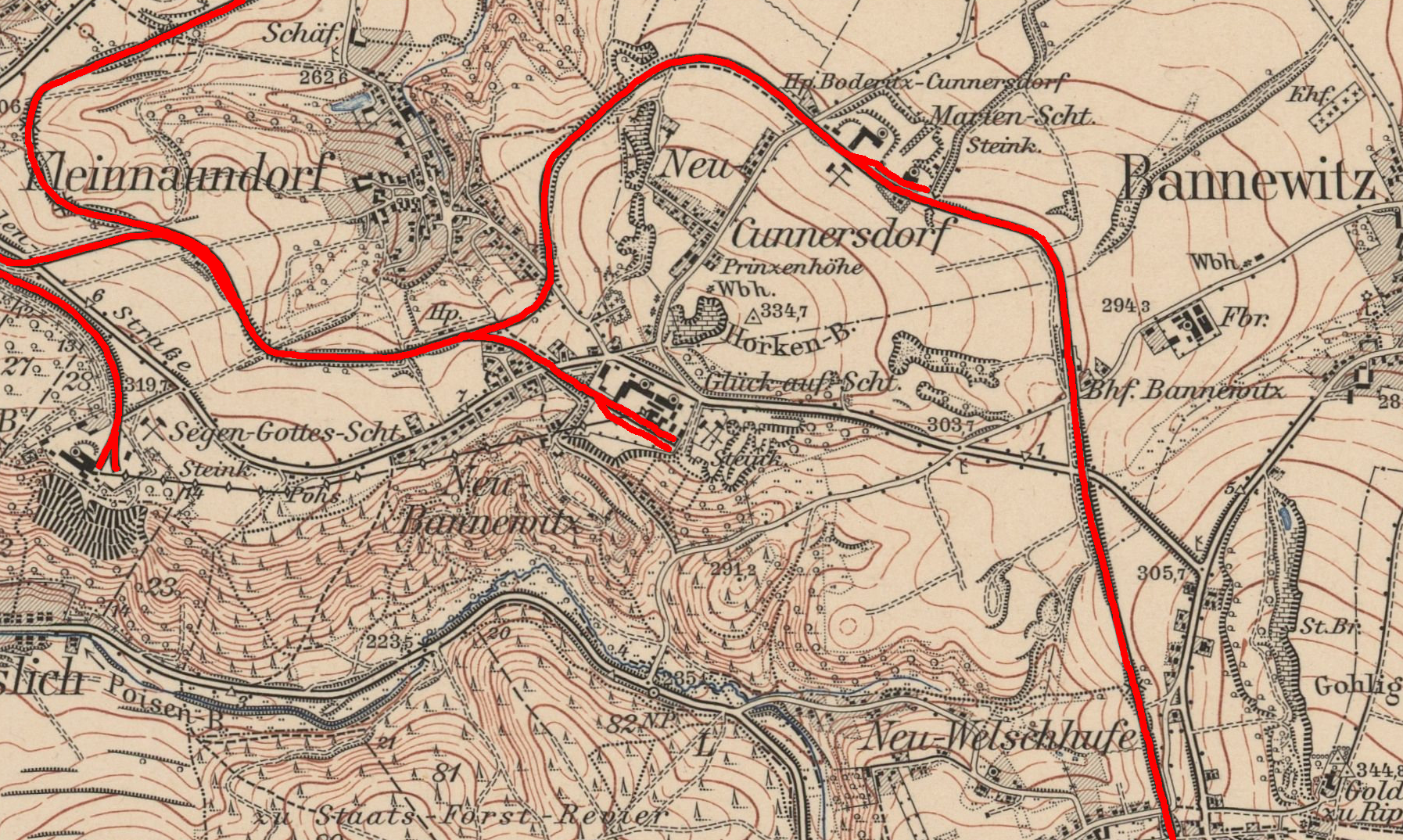
Місце розташування шахти на карті.

Шахта Глюкауф (також: Glück-Auf-Schacht) — історична шахта з видобування кам'яного вугілля в Німеччині. Працювала в межах приватної компанії «Freiherr von Burgker». Шахта була в центральній частині відкладень кам'яного вугілля басейну Дьолен Розташована у Горкенберзі в Нойбанневіці. Район Саксонська Швейцарія — Східні Рудні Гори.